# Szlovákia a 2000. évi nyári olimpiai játékokon
Szlovákia az ausztráliai Sydneyben megrendezett 2000. évi nyári olimpiai játékok egyik részt vevő nemzete volt. Az országot az olimpián 16 sportágban 108 sportoló képviselte, akik összesen 5 érmet szereztek.

## Érmesek
| Érem  | Versenyző                             | Sportág    | Versenyszám               |
| ----- | ------------------------------------- | ---------- | ------------------------- |
| Arany | Pavol Hochschorner Peter Hochschorner | Kajak-kenu | Férfi szlalom kenu kettes |
| Ezüst | Michal Martikán                       | Kajak-kenu | Férfi szlalom kenu egyes  |
| Ezüst | Martina Moravcová                     | Úszás      | Női 200 m gyors           |
| Ezüst | Martina Moravcová                     | Úszás      | Női 100 m pillangó        |
| Bronz | Juraj Minčík                          | Kajak-kenu | Férfi szlalom kenu egyes  |

## Atlétika
Férfi
| Versenyző                                                          | Versenyszám     | Előfutam | Előfutam | Előfutam | Negyeddöntő | Negyeddöntő | Negyeddöntő | Elődöntő | Elődöntő | Elődöntő | Döntő         | Döntő         |
| Versenyző                                                          | Versenyszám     | Idő      | Hely.    | Össz.    | Idő         | Hely.       | Össz.       | Idő      | Hely.    | Össz.    | Idő           | Helyezés      |
| ------------------------------------------------------------------ | --------------- | -------- | -------- | -------- | ----------- | ----------- | ----------- | -------- | -------- | -------- | ------------- | ------------- |
| Marián Vanderka                                                    | 200 m           | 21,28    | 6.       | 53.*     | kiesett     | kiesett     | kiesett     | kiesett  | kiesett  | kiesett  | kiesett       | kiesett       |
| Štefan Balošák                                                     | 400 m           | 46,42    | 5.       | 43.      | kiesett     | kiesett     | kiesett     | kiesett  | kiesett  | kiesett  | kiesett       | kiesett       |
| Róbert Štefko                                                      | Maraton         |          |          |          |             |             |             |          |          |          | nem ért célba | nem ért célba |
| Radoslav Holúbek                                                   | 400 m gát       | 51,18    | 7.       | 40.      |             |             |             | kiesett  | kiesett  | kiesett  | kiesett       | kiesett       |
| Radoslav Holúbek Marcel Lopuchovský Marián Vanderka Štefan Balošák | 4 × 400 m váltó | 3:09,54  | 6.       | 26.      |             |             |             | kiesett  | kiesett  | kiesett  | kiesett       | kiesett       |
| Igor Kollár                                                        | 20 km gyaloglás |          |          |          |             |             |             |          |          |          | 1:26:31       | 31.           |
| Róbert Valíček                                                     | 20 km gyaloglás |          |          |          |             |             |             |          |          |          | 1:30:46       | 41.           |
| Peter Tichý                                                        | 50 km gyaloglás |          |          |          |             |             |             |          |          |          | 3:54:47       | 17.           |
| Štefan Malík                                                       | 50 km gyaloglás |          |          |          |             |             |             |          |          |          | 3:56:44       | 20.           |
| Peter Korčok                                                       | 50 km gyaloglás |          |          |          |             |             |             |          |          |          | 3:58:46       | 23.           |

| Versenyző         | Versenyszám   | Selejtező | Selejtező | Döntő    | Döntő    |
| Versenyző         | Versenyszám   | Eredmény  | Helyezés  | Eredmény | Helyezés |
| ----------------- | ------------- | --------- | --------- | -------- | -------- |
| Milan Haborák     | Súlylökés     | 20,00 m   | 6.        | 19,06 m  | 11.      |
| Mikuláš Konopka   | Súlylökés     | 18,99 m   | 23.       | kiesett  | kiesett  |
| Libor Charfreitag | Kalapácsvetés | 72,52 m   | 30.       | kiesett  | kiesett  |
| Miloslav Konopka  | Kalapácsvetés | 70,55 m   | 32.       | kiesett  | kiesett  |
| Marián Bokor      | Gerelyhajítás | 75,49 m   | 27.       | kiesett  | kiesett  |

Női
| Versenyző        | Versenyszám     | Eredmény | Helyezés |
| ---------------- | --------------- | -------- | -------- |
| Zuzana Blažeková | 20 km gyaloglás | 1:44:03  | 43.      |

* - egy másik versenyzővel azonos eredményt ért el

## Birkózás
Szabadfogású
| Versenyző       | Versenyszám | Csoportkör | Csoportkör | Negyeddöntő       | Elődöntő          | Bronz- mérkőzés   | Döntő             | Helyezés |
| Versenyző       | Versenyszám | Ellenfél Eredmény | Hely.      | Ellenfél Eredmény | Ellenfél Eredmény | Ellenfél Eredmény | Ellenfél Eredmény | Helyezés |
| --------------- | ----------- | --- | ---------- | ----------------- | ----------------- | ----------------- | ----------------- | -------- |
| Andrej Fašánek  | 58 kg       | 3. csoport · David Pogosian (GEO) · 1-5 · I Jongszam (PRK) · 1-5                                                       | 3.         | kiesett           | kiesett           | kiesett           | kiesett           | 16.      |
| Štefan Fernyák  | 63 kg       | 6. csoport · Csang Dzseszong (KOR) · 3-13 · Şamil Əfəndiyev (AZE) · 1-6 · Musa Ilhan (AUS) · mérkőzés nélkül (sérülés) | 3.         | kiesett           | kiesett           | kiesett           | kiesett           | 8.       |
| Radion Kertanti | 76 kg       | 6. csoport · Alexander Leipold (GER) · 0-5 · Naszir Gadzsihanov (MKD) · 2-3 · Yosmany Romero (CUB) · 2-3               | 4.         | kiesett           | kiesett           | kiesett           | kiesett           | 15.      |
| Peter Pecha     | 130 kg      | 5. csoport · David Muszulbesz (RUS) · 0-4 (sérülés) · Sven Thiele (GER) · 0-10                                         | 3.         | kiesett           | kiesett           | kiesett           | kiesett           | 16.      |

## Cselgáncs
Férfi
| Versenyző      | Versenyszám | Selejtező         | 32-es főtábla                       | Nyolcaddöntő                  | Negyeddöntő                       | Elődöntő          | Vigaszág első kör | Vigaszág negyeddöntő                  | Vigaszág elődöntő | Bronz- mérkőzés   | Döntő             | Helyezés |
| Versenyző      | Versenyszám | Ellenfél Eredmény | Ellenfél Eredmény                   | Ellenfél Eredmény             | Ellenfél Eredmény                 | Ellenfél Eredmény | Ellenfél Eredmény | Ellenfél Eredmény                     | Ellenfél Eredmény | Ellenfél Eredmény | Ellenfél Eredmény | Helyezés |
| -------------- | ----------- | ----------------- | ----------------------------------- | ----------------------------- | --------------------------------- | ----------------- | ----------------- | ------------------------------------- | ----------------- | ----------------- | ----------------- | -------- |
| Marek Matuszek | Légsúly     | erőnyerő          | Vardan Voszkanjan (ARM) · 1001-0010 | Makrem Ayed (TUN) · 1000-0000 | Nomura Tadahiro (JPN) · 0000-1000 |                   |                   | Brandan Greczkowski (USA) · 0000-1000 | kiesett           | kiesett           |                   | 9.       |

## Evezés
Férfi
| Versenyző | Versenyszám  | Előfutam | Előfutam | Vigaszág | Vigaszág | Elődöntő | Elődöntő | Elődöntő | Döntő | Döntő   | Döntő | Helyezés |
| Versenyző | Versenyszám  | Idő      | Hely.    | Idő      | Hely.    | Típus    | Idő      | Hely.    | Típus | Idő     | Hely. | Helyezés |
| --------- | ------------ | -------- | -------- | -------- | -------- | -------- | -------- | -------- | ----- | ------- | ----- | -------- |
| Ján Žiška | Egypárevezős | 7:26,21  | 3.       | 7:14,31  | 2.       | A/B      | 7:26,51  | 4.       | B     | 7:06,96 | 4.    | 10.      |

## Kajak-kenu

### Síkvízi
Férfi
| Versenyző                                              | Versenyszám         | Előfutam | Előfutam | Előfutam | Elődöntő | Elődöntő | Elődöntő | Döntő    | Döntő    |
| Versenyző                                              | Versenyszám         | Idő      | Hely.    | Össz.    | Idő      | Hely.    | Össz.    | Idő      | Helyezés |
| ------------------------------------------------------ | ------------------- | -------- | -------- | -------- | -------- | -------- | -------- | -------- | -------- |
| Róbert Erban                                           | Kajak egyes 500 m   | 1:43,109 | 4.       | 19.      | 1:42,300 | 6.       | 15.      | kiesett  | kiesett  |
| Rastislav Kužel                                        | Kajak egyes 1000 m  | 3:38,893 | 3.       | 12.      | 3:43,203 | 5.       | 16.      | kiesett  | kiesett  |
| Juraj Bača Michal Riszdorfer                           | Kajak kettes 500 m  | 1:32,026 | 2.       | 5.       | 1:31,484 | 4.       | 5.       | kiesett  | kiesett  |
| Juraj Bača Michal Riszdorfer                           | Kajak kettes 1000 m | 3:16,854 | 3.       | 8.       |          |          |          | 3:18,325 | 6.       |
| Róbert Erban Richard Riszdorfer Tarr György Vlček Erik | Kajak négyes 1000 m | 3:00,955 | 2.       | 6.       |          |          |          | 2:57,696 | 4.       |
| Slavomír Kňazovický                                    | Kenu egyes 500 m    | 1:52,146 | 3.       | 7.       |          |          |          | 2:29,613 | 5.       |
| Peter Páleš                                            | Kenu egyes 1000 m   | 3:58,036 | 3.       | 8.       |          |          |          | 4:03,091 | 9.       |
| Ján Kubica Mário Ostrčil                               | Kenu kettes 500 m   | 1:47,934 | 7.       | 15.      | 1:48,749 | 8.       | 8.       | kiesett  | kiesett  |
| Ján Kubica Mário Ostrčil                               | Kenu kettes 1000 m  | 3:40,865 | 5.       | 9.       | 3:45,636 | 5.       | 5.       | kiesett  | kiesett  |

Női
| Versenyző        | Versenyszám       | Előfutam | Előfutam | Előfutam | Elődöntő | Elődöntő | Elődöntő | Döntő   | Döntő    |
| Versenyző        | Versenyszám       | Idő      | Hely.    | Össz.    | Idő      | Hely.    | Össz.    | Idő     | Helyezés |
| ---------------- | ----------------- | -------- | -------- | -------- | -------- | -------- | -------- | ------- | -------- |
| Marcela Erbanová | Kajak egyes 500 m | 1:55,782 | 6.       | 12.      | 1:59,472 | 8.       | 8.       | kiesett | kiesett  |

### Szlalom
| Peter Nagy                            | Férfi kajak egyes | 129,48 | 12. | 132,68 | 14. | 262,16 | 12. | 117,66 | 13. | 116,37 | 14. | 234,03  | 12.     |         |         |
| Michal Martikán                       | Férfi kenu egyes  | 128,69 | 1.  | 134,00 | 5.  | 262,69 | 1.  | 119,17 | 5.  | 114,59 | 1.  | 233,76  |         |         |         |
| Juraj Minčík                          | Férfi kenu egyes  | 133,88 | 6.  | 133,28 | 3.  | 267,16 | 4.  | 117,55 | 2.  | 116,67 | 4.  | 234,22  |         |         |         |
| Pavol Hochschorner Peter Hochschorner | Férfi kenu kettes | 132,64 | 1   | 136,49 | 2   | 269,13 | 1   | 121,01 | 2.  | 116,73 | 1.  | 237,74  |         |         |         |
| Elena Kaliská                         | Női kajak egyes   | 141,58 | 1.  | 143,32 | 2.  | 284,90 | 1.  | 126,68 | 5.  | 129,27 | 5.  | kiesett | kiesett | kiesett | kiesett |
| Gabriela Stacherová                   | Női kajak egyes   | 148,55 | 6.  | 146,38 | 6.  | 294,93 | 5.  | 134,02 | 11. | 134,61 | 11. | kiesett | kiesett | kiesett | kiesett |

## Kerékpározás

### Országúti kerékpározás
Férfi
| Versenyző      | Versenyszám   | Idő              | Helyezés      |
| -------------- | ------------- | ---------------- | ------------- |
| Milan Dvorščík | Mezőnyverseny | 5:51:53 (+22:45) | 87.           |
| Martin Riška   | Mezőnyverseny | 5:52:47 (+23:39) | 90.           |
| Roman Broniš   | Mezőnyverseny | nem ért célba    | nem ért célba |
| Róbert Nagy    | Mezőnyverseny | nem ért célba    | nem ért célba |

### Pálya-kerékpározás
| Versenyző                                | Versenyszám  | Selejtező | Selejtező | 1. forduló                                                                | Vigaszág                                              | Vigaszág | 2. forduló           | Vigaszág               | Vigaszág | 9–12. helyért          | 9–12. helyért | Negyeddöntő          | 5–8. helyért           | 5–8. helyért | Elődöntő             | Döntő                | Helyezés |
| Versenyző                                | Versenyszám  | Idő       | Hely.     | Ellenfél Győztes idő                                                      | Ellenfelek Győztes idő                                | Hely.    | Ellenfél Győztes idő | Ellenfelek Győztes idő | Hely.    | Ellenfelek Győztes idő | Hely.         | Ellenfél Győztes idő | Ellenfelek Győztes idő | Hely.        | Ellenfél Győztes idő | Ellenfél Győztes idő | Helyezés |
| ---------------------------------------- | ------------ | --------- | --------- | ------------------------------------------------------------------------- | ----------------------------------------------------- | -------- | -------------------- | ---------------------- | -------- | ---------------------- | ------------- | -------------------- | ---------------------- | ------------ | -------------------- | -------------------- | -------- |
| Ján Lepka                                | Férfi egyéni | 10,530    | 10.       | Darryn Hill (AUS) · 10,938                                                | Chelly Arrue (USA) · Nagacuka Tomohiro (JPN) · 11,186 | 2.       | kiesett              | kiesett                | kiesett  | kiesett                | kiesett       | kiesett              | kiesett                | kiesett      | kiesett              | kiesett              | kiesett  |
| Peter Bazálik Ján Lepka Jaroslav Jeřábek | Férfi csapat | 45,659    | 7.        | Nagy-Britannia (GBR) · Chris Hoy · Craig MacLean · Jason Queally · 44,571 |                                                       |          |                      |                        |          |                        |               |                      |                        |              |                      | kiesett              | 6.       |

Keirin
| Versenyző        | Versenyszám | 1. forduló | Vigaszág      | 2. forduló | Döntő    |
| Versenyző        | Versenyszám | Helyezés   | Helyezés      | Helyezés   | Helyezés |
| ---------------- | ----------- | ---------- | ------------- | ---------- | -------- |
| Jaroslav Jeřábek | Férfi       | 5.         | nem ért célba | kiesett    | kiesett  |

## Kosárlabda

### Női
| Szlovák női kosárlabdacsapat-játékoskeret                                                                                 | Szlovák női kosárlabdacsapat-játékoskeret                                                                    |
| --- | --- |
| - Slávka Frniaková - Martina Godályová - Renáta Hiráková - Dagmar Huťková - Marcela Kalistová - Anna Janoštinová-Kotočová | - Alena Kováčová - Lívia Libičová - Jana Lichnerová - Martina Luptáková - Katarína Poláková - Zuzana Žirková |

#### Eredmények
Csoportkör
A csoport
| Csapat              | M | Gy | V | P+  | P–  | Pk   | P  |
| ------------------- | - | -- | - | --- | --- | ---- | -- |
| Ausztrália (AUS)    | 5 | 5  | 0 | 394 | 264 | +130 | 10 |
| Franciaország (FRA) | 5 | 4  | 1 | 338 | 287 | +51  | 9  |
| Brazília (BRA)      | 5 | 2  | 3 | 358 | 323 | +35  | 7  |
| Szlovákia (SVK)     | 5 | 2  | 3 | 294 | 292 | +2   | 7  |
| Kanada (CAN)        | 5 | 2  | 3 | 283 | 317 | –34  | 7  |
| Szenegál (SEN)      | 5 | 0  | 5 | 199 | 383 | –184 | 5  |

| 2000. szeptember 16. 11:30 | Brazília (BRA)       | 76–60     | Szlovákia (SVK)       | Nézőszám: 5330 |
| 2000. szeptember 16. 11:30 | (35–28) Jegyzőkönyv  |           |                       | Nézőszám: 5330 |
| 2000. szeptember 16. 11:30 | dos Santos Arcain 24 | Pont      | Luptáková 22          | Nézőszám: 5330 |
| 2000. szeptember 16. 11:30 | dos Santos Arcain 7  | Lepattanó | Godályová, Kováčová 6 | Nézőszám: 5330 |
| 2000. szeptember 16. 11:30 | Luz 7                | Gólpassz  | Frniaková 5           | Nézőszám: 5330 |

| 2000. szeptember 18. 19:30 | Szlovákia (SVK)                  | 51–58     | Franciaország (FRA) | Nézőszám: 8337 |
| 2000. szeptember 18. 19:30 | (30–33) Jegyzőkönyv              |           |                     | Nézőszám: 8337 |
| 2000. szeptember 18. 19:30 | Janoštinová-Kotočová 12          | Pont      | Melain 18           | Nézőszám: 8337 |
| 2000. szeptember 18. 19:30 | Janoštinová-Kotočová, Kováčová 7 | Lepattanó | Melain, Antibe 6    | Nézőszám: 8337 |
| 2000. szeptember 18. 19:30 | Žirková 4                        | Gólpassz  | négy játékos 3      | Nézőszám: 8337 |

| 2000. szeptember 20. 21:30 | Ausztrália (AUS)    | 70–47     | Szlovákia (SVK) | Nézőszám: 8412 |
| 2000. szeptember 20. 21:30 | (41–19) Jegyzőkönyv |           |                 | Nézőszám: 8412 |
| 2000. szeptember 20. 21:30 | Jackson 15          | Pont      | Godályová 13    | Nézőszám: 8412 |
| 2000. szeptember 20. 21:30 | Fallon, Jackson 5   | Lepattanó | Kováčová 8      | Nézőszám: 8412 |
| 2000. szeptember 20. 21:30 | hat játékos 2       | Gólpassz  | Kováčová 4      | Nézőszám: 8412 |

| 2000. szeptember 22. 11:30 | Szlovákia (SVK)        | 68–56     | Kanada (CAN)        | Nézőszám: 6006 |
| 2000. szeptember 22. 11:30 | (29–28) Jegyzőkönyv    |           |                     | Nézőszám: 6006 |
| 2000. szeptember 22. 11:30 | Hiráková 16            | Pont      | Sutton-Brown 16     | Nézőszám: 6006 |
| 2000. szeptember 22. 11:30 | Janoštinová-Kotočová 7 | Lepattanó | Norman 10           | Nézőszám: 6006 |
| 2000. szeptember 22. 11:30 | öt játékos 2           | Gólpassz  | Boucher, Bouchard 2 | Nézőszám: 6006 |

| 2000. szeptember 24. 9:30 | Szenegál (SEN)      | 32–68     | Szlovákia (SVK) | Nézőszám: 8308 |
| 2000. szeptember 24. 9:30 | (12–27) Jegyzőkönyv |           |                 | Nézőszám: 8308 |
| 2000. szeptember 24. 9:30 | A. N’Diaye 16       | Pont      | Žirková 18      | Nézőszám: 8308 |
| 2000. szeptember 24. 9:30 | A. N’Diaye 10       | Lepattanó | Hiráková 7      | Nézőszám: 8308 |
| 2000. szeptember 24. 9:30 | Diakhaté 3          | Gólpassz  | Frniaková 5     | Nézőszám: 8308 |

Negyeddöntő
| 2000. szeptember 27. 22:00 | Egyesült Államok (USA) | 58–43     | Szlovákia (SVK)         | Nézőszám: 14 605 Játékvezetők: Alexander Gorshkov (RUS), Pilar Landeira (ESP) |
| 2000. szeptember 27. 22:00 | (32–23) Jegyzőkönyv    |           |                         | Nézőszám: 14 605 Játékvezetők: Alexander Gorshkov (RUS), Pilar Landeira (ESP) |
| 2000. szeptember 27. 22:00 | Leslie 18              | Pont      | Dydek 21                | Nézőszám: 14 605 Játékvezetők: Alexander Gorshkov (RUS), Pilar Landeira (ESP) |
| 2000. szeptember 27. 22:00 | Griffith 11            | Lepattanó | Janoštinová-Kotočová 12 | Nézőszám: 14 605 Játékvezetők: Alexander Gorshkov (RUS), Pilar Landeira (ESP) |
| 2000. szeptember 27. 22:00 | három játékos 3        | Gólpassz  | Luptáková 4             | Nézőszám: 14 605 Játékvezetők: Alexander Gorshkov (RUS), Pilar Landeira (ESP) |

A 7. helyért
| 2000. szeptember 29. 9:30 | Szlovákia (SVK)     | 64–57     | Lengyelország (POL) | Nézőszám: 14 260 Játékvezetők: Antonio Campos (ANG), Bruno Gasperin (FRA) |
| 2000. szeptember 29. 9:30 | (34–34) Jegyzőkönyv |           |                     | Nézőszám: 14 260 Játékvezetők: Antonio Campos (ANG), Bruno Gasperin (FRA) |
| 2000. szeptember 29. 9:30 | Hiráková 16         | Pont      | M. Dydek 21         | Nézőszám: 14 260 Játékvezetők: Antonio Campos (ANG), Bruno Gasperin (FRA) |
| 2000. szeptember 29. 9:30 | Hiráková 9          | Lepattanó | M. Dydek 12         | Nézőszám: 14 260 Játékvezetők: Antonio Campos (ANG), Bruno Gasperin (FRA) |
| 2000. szeptember 29. 9:30 | Kalistová 3         | Gólpassz  | Wlaźlak 4           | Nézőszám: 14 260 Játékvezetők: Antonio Campos (ANG), Bruno Gasperin (FRA) |

| Csapat          | Helyezés |
| --------------- | -------- |
| Szlovákia (SVK) | 7.       |

## Labdarúgás

### Férfi
| Szlovák férfi labdarúgócsapat-játékoskeret | Szlovák férfi labdarúgócsapat-játékoskeret                                                                                                 |
| --- | --- |
| - Miroslav Barčík - Marián Čisovšký - Kamil Čontofalský - Juraj Czinege - Miroslav Drobňák - Peter Hlinka - Karol Kisel - Radoslav Kráľ - Miloš Krško | - Peter Lérant - Martin Lipčák - Marek Mintál - Michal Pančík - Martin Petráš - Andrej Porázik - Ján Šlahor - Andrej Šupka - Martin Vyskoč |

#### Eredmények
Csoportkör
D csoport
| Csapat                        | M | Gy | D | V | Rg | Kg | Gk | P |
| ----------------------------- | - | -- | - | - | -- | -- | -- | - |
| Brazília (BRA)                | 3 | 2  | 0 | 1 | 5  | 4  | +1 | 6 |
| Japán (JPN)                   | 3 | 2  | 0 | 1 | 4  | 3  | +4 | 6 |
| Dél-afrikai Köztársaság (RSA) | 3 | 1  | 0 | 2 | 5  | 5  | 0  | 3 |
| Szlovákia (SVK)               | 3 | 1  | 0 | 2 | 4  | 6  | –2 | 3 |

| 2000. szeptember 14. 19:00 |

| Brazília (BRA)                          | 3–1               | Szlovákia (SVK) |
| --------------------------------------- | ----------------- | --------------- |
| Edú 30' Cisovský 68' (öngól) Alex 90+1' | (1–1) Jegyzőkönyv | Porázik 26'     |

| Brisbane Cricket Ground, Brisbane Nézőszám: 24 616 Játékvezető: Simon Micallef (ausztrál) |

| 2000. szeptember 17. 20:00 |

| Szlovákia (SVK) | 1–2               | Japán (JPN)            |
| --------------- | ----------------- | ---------------------- |
| Porázik 83'     | (0–0) Jegyzőkönyv | Nakata 67' Inamoto 74' |

| Bruce Stadium, Canberra Nézőszám: 15 289 Játékvezető: Falla N’Doye (szenegáli) |

| 2000. szeptember 20. 20:00 |

| Szlovákia (SVK)        | 2–1               | Dél-afrikai Köztársaság (RSA) |
| ---------------------- | ----------------- | ----------------------------- |
| Czinege 64' Šlahor 72' | (0–0) Jegyzőkönyv | McCarthy 75'                  |

| Bruce Stadium, Canberra Nézőszám: 14 562 Játékvezető: Mario Sanchez Yanten (chilei) |

| Csapat          | Helyezés |
| --------------- | -------- |
| Szlovákia (SVK) | 13.      |

## Sportlövészet
Férfi
| Versenyző    | Versenyszám           | Selejtező | Selejtező | Döntő   | Döntő    |
| Versenyző    | Versenyszám           | Pont      | Helyezés  | Pont    | Helyezés |
| ------------ | --------------------- | --------- | --------- | ------- | -------- |
| Ján Fabo     | Légpisztoly           | 576       | 17.**     | kiesett | kiesett  |
| Ján Fabo     | Szabadpisztoly        | 548       | 27.**     | kiesett | kiesett  |
| Gönci József | Légpuska              | 590       | 11.***    | kiesett | kiesett  |
| Gönci József | Sportpuska, összetett | 1165      | 8.        | 1261,3  | 8.       |

Női
| Versenyző         | Versenyszám | Selejtező | Selejtező | Döntő   | Döntő    |
| Versenyző         | Versenyszám | Pont      | Helyezés  | Pont    | Helyezés |
| ----------------- | ----------- | --------- | --------- | ------- | -------- |
| Andrea Stranovská | Skeet       | 67        | 13.       | kiesett | kiesett  |

** - két másik versenyzővel azonos eredményt ért el

*** - három másik versenyzővel azonos eredményt ért el

## Súlyemelés
Női
| Versenyző       | Versenyszám | Szakítás | Szakítás | Lökés    | Lökés    | Összesen | Helyezés |
| Versenyző       | Versenyszám | Eredmény | Helyezés | Eredmény | Helyezés | Összesen | Helyezés |
| --------------- | ----------- | -------- | -------- | -------- | -------- | -------- | -------- |
| Dagmar Daneková | 58 kg       | 82,5     | 11.      | 105,0    | 9.       | 187,5    | 9.       |

## Szinkronúszás
| Versenyző                     | Versenyszám | Selejtező           | Selejtező           | Selejtező        | Selejtező        | Selejtező  | Selejtező  | Döntő               | Döntő               | Döntő            | Döntő            | Döntő      | Döntő      |
| Versenyző                     | Versenyszám | Technikai gyakorlat | Technikai gyakorlat | Szabad gyakorlat | Szabad gyakorlat | Összesítés | Összesítés | Technikai gyakorlat | Technikai gyakorlat | Szabad gyakorlat | Szabad gyakorlat | Összesítés | Összesítés |
| Versenyző                     | Versenyszám | Pont                | Hely.               | Pont             | Hely.            | Pont       | Hely.      | Pont                | Hely.               | Pont             | Hely.            | Pont       | Helyezés   |
| ----------------------------- | ----------- | ------------------- | ------------------- | ---------------- | ---------------- | ---------- | ---------- | ------------------- | ------------------- | ---------------- | ---------------- | ---------- | ---------- |
| Lívia Allárová Lucia Allárová | Páros       | 80,533              | 24.                 | 79,733           | 24.              | 80,013     | 24.        | kiesett             | kiesett             | kiesett          | kiesett          | kiesett    | kiesett    |

## Tenisz
Férfi
| Versenyző                   | Versenyszám | 64-es főtábla                       | 32-es főtábla                                              | Nyolcaddöntő                                                            | Negyeddöntő                                                    | Elődöntő          | Bronz- mérkőzés   | Döntő             | Helyezés |
| Versenyző                   | Versenyszám | Ellenfél Eredmény                   | Ellenfél Eredmény                                          | Ellenfél Eredmény                                                       | Ellenfél Eredmény                                              | Ellenfél Eredmény | Ellenfél Eredmény | Ellenfél Eredmény | Helyezés |
| --------------------------- | ----------- | ----------------------------------- | ---------------------------------------------------------- | ----------------------------------------------------------------------- | -------------------------------------------------------------- | ----------------- | ----------------- | ----------------- | -------- |
| Karol Kučera                | Egyes       | Tim Henman (GBR) · 6–3, 6–2         | Roger Federer (SUI) · 4–6, 6–7                             | kiesett                                                                 | kiesett                                                        | kiesett           | kiesett           | kiesett           | 17.      |
| Karol Kučera                | Egyes       | Ivan Ljubičić (CRO) · 1–6, 6–1, 3–6 | kiesett                                                    | kiesett                                                                 | kiesett                                                        | kiesett           | kiesett           | kiesett           | 33.      |
| Dominik Hrbatý Karol Kučera | Páros       |                                     | Japán (JPN) · Ivabucsi Szatosi · Thomas Shimada · 6–4, 6–3 | Olaszország (ITA) · Massimo Bertolini · Cristian Brandi · 6–4, 6–7, 6–3 | Ausztrália (AUS) · Todd Woodbridge · Mark Woodforde · 6–7, 4–6 | kiesett           | kiesett           | kiesett           | 9.       |

Női
| Versenyző                         | Versenyszám | 64-es főtábla                       | 32-es főtábla                                                 | Nyolcaddöntő                                                 | Negyeddöntő       | Elődöntő          | Bronz- mérkőzés   | Döntő             | Helyezés |
| Versenyző                         | Versenyszám | Ellenfél Eredmény                   | Ellenfél Eredmény                                             | Ellenfél Eredmény                                            | Ellenfél Eredmény | Ellenfél Eredmény | Ellenfél Eredmény | Ellenfél Eredmény | Helyezés |
| --------------------------------- | ----------- | ----------------------------------- | ------------------------------------------------------------- | ------------------------------------------------------------ | ----------------- | ----------------- | ----------------- | ----------------- | -------- |
| Karina Habšudová                  | Egyes       | Katarina Srebotnik (SLO) · 6–3, 7–6 | Conchita Martínez (ESP) · 1–6, 6–0, 6–4                       | Jelena Gyementyjeva (RUS) · 2–6, 1–6                         | kiesett           | kiesett           | kiesett           | kiesett           | 9.       |
| Henrieta Nagyová                  | Egyes       | Venus Williams (USA) · 2–6, 2–6     | kiesett                                                       | kiesett                                                      | kiesett           | kiesett           | kiesett           | kiesett           | 33.      |
| Karina Habšudová Janette Husárová | Páros       |                                     | Dél-Korea (KOR) · Cso Jundzsong · Pak Szonghi · 7–5, 6–7, 6–4 | Belgium (BEL) · Els Callens · Dominique Van Roost · 3–6, 2–6 | kiesett           | kiesett           | kiesett           | kiesett           | 9.       |

## Torna
Női
| Versenyző       | Versenyszám      | Selejtező | Selejtező | Döntő    | Döntő    |
| Versenyző       | Versenyszám      | Pontszám  | Helyezés  | Pontszám | Helyezés |
| --------------- | ---------------- | --------- | --------- | -------- | -------- |
| Zuzana Sekerová | Talaj            | 7,325     | 80.       | kiesett  | kiesett  |
| Zuzana Sekerová | Ugrás            | 8,743     | 76.       | kiesett  | kiesett  |
| Zuzana Sekerová | Felemás korlát   | 9,087     | 65.       | kiesett  | kiesett  |
| Zuzana Sekerová | Gerenda          | 9,462     | 30.*      | kiesett  | kiesett  |
| Zuzana Sekerová | Egyéni összetett | 34,617    | 58.       | kiesett  | kiesett  |

* - egy másik versenyzővel azonos eredményt ért el

## Úszás
Férfi
| Versenyző         | Versenyszám | Előfutam | Előfutam | Előfutam | Elődöntő | Elődöntő | Elődöntő | Döntő   | Döntő    |
| Versenyző         | Versenyszám | Idő      | Hely.    | Össz.    | Idő      | Hely.    | Össz.    | Idő     | Helyezés |
| ----------------- | ----------- | -------- | -------- | -------- | -------- | -------- | -------- | ------- | -------- |
| Miroslav Machovič | 100 m hát   | 56,95    | 5.*      | 29.*     | kiesett  | kiesett  | kiesett  | kiesett | kiesett  |
| Miroslav Machovič | 200 m hát   | 2:04,73  | 6.       | 31.      | kiesett  | kiesett  | kiesett  | kiesett | kiesett  |

Női
| Versenyző         | Versenyszám    | Előfutam | Előfutam | Előfutam | Elődöntő | Elődöntő | Elődöntő | Döntő   | Döntő    |
| Versenyző         | Versenyszám    | Idő      | Hely.    | Össz.    | Idő      | Hely.    | Össz.    | Idő     | Helyezés |
| ----------------- | -------------- | -------- | -------- | -------- | -------- | -------- | -------- | ------- | -------- |
| Ivana Walterová   | 50 m gyors     | 26,23    | 5.       | 30.      | kiesett  | kiesett  | kiesett  | kiesett | kiesett  |
| Martina Moravcová | 50 m gyors     | 25,39    | 3.       | 5.       | 25,49    | 4.       | 8.       | 25,24   | 5.       |
| Martina Moravcová | 100 m gyors    | 55,42    | 2.       | 4.       | 55,06    | 2.       | 4.       | 54,72   | 5.       |
| Martina Moravcová | 200 m gyors    | 2:00,46  | 3.       | 8.       | 1:59,75  | 1.       | 5.       | 1:58,32 |          |
| Martina Moravcová | 100 m pillangó | 58,95    | 2.       | 6.       | 58,49    | 2.       | 5.       | 57,97   |          |
| Jana Korbasová    | 200 m hát      | 2:19,37  | 5.       | 27.      | kiesett  | kiesett  | kiesett  | kiesett | kiesett  |
| Jana Korbasová    | 400 m vegyes   | 4:59,05  | 2.       | 24.      |          |          |          | kiesett | kiesett  |

* - egy másik versenyzővel azonos eredményt ért el

## Vitorlázás
Férfi
| Versenyző     | Versenyszám     | Futam | Futam | Futam | Futam | Futam | Futam | Futam | Futam | Futam | Futam | Futam | Pontszám | Helyezés |
| Versenyző     | Versenyszám     | 1     | 2     | 3     | 4     | 5     | 6     | 7     | 8     | 9     | 10    | 11    | Pontszám | Helyezés |
| ------------- | --------------- | ----- | ----- | ----- | ----- | ----- | ----- | ----- | ----- | ----- | ----- | ----- | -------- | -------- |
| Patrik Pollák | Szörfvitorlázás | 11    | 20    | (27)  | 26    | 17    | 24    | 25    | 27    | 21    | 17    | (30)  | 188,0    | 26.      |

## Vízilabda

### Férfi
| Szlovák férfi vízilabdacsapat-játékoskeret                                                                   | Szlovák férfi vízilabdacsapat-játékoskeret                                                   |
| --- | -------------------------------------------------------------------------------------------- |
| - Alexander Nagy - Gejza Gyurcsi - Jozef Hrošík - Juraj Zaťovič - Karol Bačo - Martin Mravík - Michal Gogola | - Milan Cipov - Peter Nižný - Peter Veszelits - Róbert Káid - Sergej Charin - Gergely István |

#### Eredmények
Csoportkör
A csoport
| Csapat              | M | Gy | D | V | G+ | G– | Gk  | P |
| ------------------- | - | -- | - | - | -- | -- | --- | - |
| Oroszország (RUS)   | 5 | 4  | 1 | 0 | 51 | 28 | +23 | 9 |
| Olaszország (ITA)   | 5 | 4  | 1 | 0 | 43 | 32 | +11 | 9 |
| Spanyolország (ESP) | 5 | 2  | 1 | 2 | 32 | 34 | –2  | 5 |
| Ausztrália (AUS)    | 5 | 1  | 2 | 2 | 38 | 36 | +2  | 4 |
| Kazahsztán (KAZ)    | 5 | 1  | 1 | 3 | 41 | 46 | –5  | 3 |
| Szlovákia (SVK)     | 5 | 0  | 0 | 5 | 30 | 59 | –29 | 0 |

| 2000. szeptember 23. 10:45 | Szlovákia (SVK)      | 8–11 | Olaszország (ITA) | Játékvezetők: Gregory Boyer (USA), Rolf Helmut Ludecke (GER) |
| 2000. szeptember 23. 10:45 | (0–3, 2–3, 3–2, 3–3) |      |                   | Játékvezetők: Gregory Boyer (USA), Rolf Helmut Ludecke (GER) |
| 2000. szeptember 23. 10:45 | Hrošík 2             |      | Calcaterra 3      | Játékvezetők: Gregory Boyer (USA), Rolf Helmut Ludecke (GER) |

| 2000. szeptember 24. 15:45 | Spanyolország (ESP)  | 7–6 | Szlovákia (SVK) | Játékvezetők: Patrick Clemencon (FRA), Elisabeth Janseen van de Laak (NED) |
| 2000. szeptember 24. 15:45 | (1–3, 3–1, 2–2, 2–0) |     |                 | Játékvezetők: Patrick Clemencon (FRA), Elisabeth Janseen van de Laak (NED) |
| 2000. szeptember 24. 15:45 | Hernández 3          |     | Káid 3          | Játékvezetők: Patrick Clemencon (FRA), Elisabeth Janseen van de Laak (NED) |

| 2000. szeptember 25. 20:30 | Szlovákia (SVK)      | 6–11 | Ausztrália (AUS) | Játékvezetők: Petrus Hendrik Bookelman (NED), Gregory Boyer (USA) |
| 2000. szeptember 25. 20:30 | (1–4, 1–3, 2–3, 2–1) |      |                  | Játékvezetők: Petrus Hendrik Bookelman (NED), Gregory Boyer (USA) |
| 2000. szeptember 25. 20:30 | hat játékos 1        |      | Kovalenko 3      | Játékvezetők: Petrus Hendrik Bookelman (NED), Gregory Boyer (USA) |

| 2000. szeptember 26. 15:45 | Kazahsztán (KAZ)     | 9–5 | Szlovákia (SVK) | Játékvezetők: Dragan Rajevic (YUG), Juan Carlos Menendez Betancourt (CUB) |
| 2000. szeptember 26. 15:45 | (4–0, 1–0, 1–2, 3–3) |     |                 | Játékvezetők: Dragan Rajevic (YUG), Juan Carlos Menendez Betancourt (CUB) |
| 2000. szeptember 26. 15:45 | három játékos 2      |     | Bačo 3          | Játékvezetők: Dragan Rajevic (YUG), Juan Carlos Menendez Betancourt (CUB) |

| 2000. szeptember 27. 10:45 | Szlovákia (SVK)      | 5–21 | Oroszország (RUS) | Játékvezetők: Zeljko Klaric (CRO), Elisabeth Janseen van de Laak (NED) |
| 2000. szeptember 27. 10:45 | (1–7, 1–5, 1–6, 2–3) |      |                   | Játékvezetők: Zeljko Klaric (CRO), Elisabeth Janseen van de Laak (NED) |
| 2000. szeptember 27. 10:45 | Nižný, Veszelits 2   |      | Csomahidze 6      | Játékvezetők: Zeljko Klaric (CRO), Elisabeth Janseen van de Laak (NED) |

A 9–12. helyért
| Csapat            | M | Gy | D | V | G+ | G– | Gk | P |
| ----------------- | - | -- | - | - | -- | -- | -- | - |
| Kazahsztán (KAZ)  | 3 | 2  | 1 | 0 | 23 | 18 | +5 | 5 |
| Görögország (GRE) | 3 | 1  | 2 | 0 | 24 | 20 | +4 | 4 |
| Hollandia (NED)   | 3 | 1  | 1 | 1 | 19 | 20 | –1 | 3 |
| Szlovákia (SVK)   | 3 | 0  | 0 | 3 | 24 | 32 | –8 | 0 |

| 2000. szeptember 29. 10:45 | Szlovákia (SVK)      | 8–9 | Hollandia (NED) | Játékvezetők: Philip Bower (AUS), Vahid Moradi Shahpar (IRI) |
| 2000. szeptember 29. 10:45 | (1–1, 2–2, 3–4, 2–2) |     |                 | Játékvezetők: Philip Bower (AUS), Vahid Moradi Shahpar (IRI) |
| 2000. szeptember 29. 10:45 | Bačo, Cipov 2        |     | Uri 4           | Játékvezetők: Philip Bower (AUS), Vahid Moradi Shahpar (IRI) |

| 2000. szeptember 30. 10:00 | Kazahsztán (KAZ)     | 11–8 | Szlovákia (SVK)     | Játékvezetők: Gregory Boyer (USA), Ian Alfred James Melliar (RSA) |
| 2000. szeptember 30. 10:00 | (4–1, 3–1, 2–2, 2–4) |      |                     | Játékvezetők: Gregory Boyer (USA), Ian Alfred James Melliar (RSA) |
| 2000. szeptember 30. 10:00 | Zsiljajev 3          |      | Hrošík, Veszelits 2 | Játékvezetők: Gregory Boyer (USA), Ian Alfred James Melliar (RSA) |

| 2000. október 1. 09:00 | Szlovákia (SVK)      | 8–12 | Görögország (GRE)           | Játékvezetők: Andrew Jay Takata (USA), Vahid Moradi Shahpar (IRI) |
| 2000. október 1. 09:00 | (2–3, 4–3, 1–1, 1–5) |      |                             | Játékvezetők: Andrew Jay Takata (USA), Vahid Moradi Shahpar (IRI) |
| 2000. október 1. 09:00 | Káid 3               |      | Hadzitheodóru, Afrudákisz 2 | Játékvezetők: Andrew Jay Takata (USA), Vahid Moradi Shahpar (IRI) |

| Csapat          | Helyezés |
| --------------- | -------- |
| Szlovákia (SVK) | 12.      |